# Olympische Sommerspiele 2008/Teilnehmer (Irland)
| Gelbes Symbol für Goldmedaillen mit stilisierten Olympischen Ringen | Graues Symbol für Silbermedaillen mit stilisierten Olympischen Ringen | Braundes Symbol für Bronzemedaillen mit stilisierten Olympischen Ringen |
| ------------------------------------------------------------------- | --------------------------------------------------------------------- | ----------------------------------------------------------------------- |
| —                                                                   | 1                                                                     | 2                                                                       |

Irland nahm bei den Olympischen Spielen 2008 in Peking zum neunzehnten Mal an Olympischen Sommerspielen teil. Die irische Mannschaft wurde durch das Olympic Council of Ireland benannt. Es bestand aus 54 Sportlern in 12 Disziplinen. Fahnenträgerin bei der Eröffnungsfeier war Ciara Peelo.

## Teilnehmer nach Sportart

### Badminton
- Scott Evans
Herreneinzel
- Chloe Magee
Dameneinzel

### Boxen
- Paddy Barnes (Bronze )
Klasse bis 48 kg
- Kenneth Egan (Silber )
Klasse bis 81 kg
- John Joe Nevin
Klasse bis 54 kg
- Darren Sutherland (Bronze )
Klasse bis 75 kg
- John Joe Joyce
Klasse bis 64 kg

### Fechten
- Siobhan Byrne
Damen, Säbel

### Kanu
- Eoin Rheinisch
Einer-Kajak

### Leichtathletik
| Disziplin        | Männer                        | Frauen                              |
| ---------------- | ----------------------------- | ----------------------------------- |
| 200 m            | Paul Hession                  |                                     |
| 400 m            | David Gillick                 | Joanne Cuddihy                      |
| 800 m            | Thomas Chamney                |                                     |
| 1500-Meter-Lauf  | Alistair Ian Cragg            |                                     |
| 5000-Meter-Lauf  | Alistair Ian Cragg            |                                     |
| Marathon         | Martin Fagan                  | Pauline Curley                      |
| 100 m Hürden     |                               | Derval O’Rourke                     |
| 400 m Hürden     |                               | Michelle Carey                      |
| 3000 m Hindernis |                               | Fionnuala Britton Róisín McGettigan |
| 20 km Gehen      | Jamie Costin Robert Heffernan | Olive Loughnane                     |
| 50 km Gehen      | Colin Griffin                 |                                     |
| Hammerwurf       |                               | Eileen O’Keeffe                     |

### Radsport
| Männer           | Männer        |
| ---------------- | ------------- |
| David O’Loughlin | Bahn          |
| Robin Seymour    | Mountainbike  |
| Philip Deignan   | Straßenrennen |
| Nicolas Roche    | Straßenrennen |

### Reiten
| Denis Lynch     | Springreiten   |
| Geoffrey Curren | Vielseitigkeit |
| Louise Lyons    | Vielseitigkeit |
| Niall Griffin   | Vielseitigkeit |
| Patricia Ryan   | Vielseitigkeit |
| Austin O’Connor | Vielseitigkeit |

### Rudern
| Männer            | Männer                                |
| ----------------- | ------------------------------------- |
| Jonno Devlin      | Vierer ohne Steuermann                |
| Sean Casey        | Vierer ohne Steuermann                |
| Cormac Folan      | Vierer ohne Steuermann                |
| Sean O’Neill      | Vierer ohne Steuermann                |
| Paul Griffin      | Leichtgewichts-Vierer ohne Steuermann |
| Richard Archibald | Leichtgewichts-Vierer ohne Steuermann |
| Gearóid Towey     | Leichtgewichts-Vierer ohne Steuermann |
| Cathal Moynihan   | Leichtgewichts-Vierer ohne Steuermann |

### Schießen
- Derek Burnett
Herren, Trap

### Schwimmen
| Männer      | Männer               |
| ----------- | -------------------- |
| Andrew Bree | 100 m Brustschwimmen |
| Andrew Bree | 200 m Brustschwimmen |
| Andrew Bree | 200 m Lagen          |

| Frauen         | Frauen                |
| -------------- | --------------------- |
| Aisling Cooney | 100 m Rückenschwimmen |
| Melanie Nocher | 200 m Rückenschwimmen |
| Melanie Nocher | 200 m Freistil        |

### Segeln
| Männer        | Männer      |
| ------------- | ----------- |
| Philip Lawton | 470er Jolle |
| Gerald Owens  | 470er Jolle |
| Stephen Milne | Star        |
| Peter O’Leary | Star        |
| Frauen        |             |
| Ciara Peelo   | Laser       |
| Offen         |             |
| Tim Goodbody  | Finn-Dinghy |

### Triathlon
- Emma Davis
Frauen